# ویلیامی سینیسالو
ویلیامی سینیسالو (انگلیسی: Viljami Sinisalo؛ زادهٔ ۱۱ اکتبر ۲۰۰۱) بازیکن فوتبال اهل فنلاند است.
از باشگاه‌هایی که در آن بازی کرده‌است می‌توان به باشگاه فوتبال ایر یونایتد اشاره کرد.
وی همچنین در تیم‌های ملی فوتبال تیم ملی فوتبال زیر ۱۷ سال فنلاند, تیم ملی فوتبال زیر ۱۹ سال فنلاند، زیر ۲۱ سال فنلاند، و فنلاند بازی کرده‌است.